# Holger Geffers
Holger Geffers (* 17. Juni 1971 in Bremen) ist ein ehemaliger deutscher Behindertensportler.

## Werdegang
Holger Geffers ist sehbehindert und betrieb Leichtathletik (Sprint und Fünfkampf) als Leistungssport. Dabei startete er in den Klassen B2 bzw. T12 und T11. Sein Verein war seit 1980 der TuS Syke in Niedersachsen. Er hat einen Zwillingsbruder, Ingo Geffers, der ebenfalls sehbehindert ist und als Leichtathlet aktiv war.
Nach seiner guten Leistung bei den Deutschen Meisterschaften 1991, wo er den Titel über 400 m holte, wurde Holger Geffers in den deutschen Olympiakader berufen. 1992 nahm er erstmals an Paralympischen Sommerspielen teil und gelangte beim 100- und 400-Meter-Lauf jeweils auf den 5. Platz. 1994 wurde er Weltmeister mit der deutschen 4 × 400-m-Staffel. Bei den Paralympischen Sommerspielen 1996 konnte er drei Medaillen gewinnen. So holte er Silber mit der deutschen 4 × 100-m-Staffel (bestehend aus Holger und Ingo Geffers, Gerd Franzka und Jörg Trippen-Hilgers) als auch der 4 × 400-m-Staffel (Holger und Ingo Geffers, Gerd Franzka und Thomas Validis) in der Startklasse T10–T12. Außerdem gewann Geffers die Bronzemedaille über 200 m. Für den Gewinn der beiden Silbermedaillen wurden Holger Geffers und die anderen Mitglieder der Staffeln vom Bundespräsidenten mit dem Silbernen Lorbeerblatt ausgezeichnet.
1997 wurde Geffers Europameister über 200 m. Bei den Weltmeisterschaften 1998 gewann er Bronze mit der Staffel über 4 × 400 m. Zwischen 1991 und 1999 wurde er mehrfach Deutscher Meister über 100, 200 und 400 m. Bei den Sommer-Paralympics 2000 in Sydney war sein bestes Ergebnis der 4. Platz mit der 4 × 400-m-Staffel.
Nach Abschluss ihrer sportlichen Karriere gingen die Geffers-Brüder für Studium und Ausbildung zu Physiotherapeuten nach Chemnitz. 2011 wurden sie in das Ehrenportal des niedersächsischen Sports aufgenommen.